# Hermansö, Raseborg
Hermansö är en ö i Finland. Den ligger i Finska viken och i kommunen Raseborg i den ekonomiska regionen  Raseborg i landskapet Nyland, i den södra delen av landet. Ön ligger omkring 97 kilometer väster om Helsingfors.
Öns area är 2,6 kvadratkilometer och dess största längd är 2,9 kilometer i öst-västlig riktning. Ön höjer sig omkring 30 meter över havsytan.